# Aeropuerto Internacional de Enfidha-Hammamet
El Aeropuerto internacional Enfidha-Hammamet  (IATA: NBE, OACI: DTNH) es un aeropuerto ubicado en Enfidha, Túnez, localizado aproximadamente a 40 kilómetros al suroeste de la ciudad de Hammamet.

## Historia
La construcción del aeropuerto comenzó en 2007 y se inauguró el 1 de diciembre de 2009. El primer vuelo se efectuó el 4 de diciembre de 2009. El costo ascendió a unos 436 millones de euros.
El aeropuerto fue planeado como segundo hub para Tunisair, pero la aerolínea declaró que sólo operaría en él vuelos chárter . El aeropuerto es mayormente utilizado por las aerolíneas europeas que transportan viajeros a los resorts.
El aeropuerto fue bautizado en honor al presidente de Túnez, Zine El Abidine Ben Ali. El 15 de enero de 2011, un día después de que abandonara el país debido a las protestas sociales contra su dictadura, su nombre y sus retratos fueron quitados del edificio del aeropuerto que fue rebautizado como Aeropuerto Internacional Enfidha-Hammamet.

## Aerolíneas y destinos
| Aerolíneas               | Destinos |
| ------------------------ | --- |
| Blue Panorama Airlines   | De temporada charter: Bolonia |
| Condor                   | De temporada: Düsseldorf, Frankfurt |
| Corendon Dutch Airlines  | Ámsterdam |
| Enter Air                | Charter: Gdańsk, Katowice, Cracovia, Poznań, Rzeszów, Varsovia-Chopin, Breslau |
| Nouvelair                | Copenhague, Düsseldorf, Moscow-Domodedovo, Oslo-Gardermoen, San Petersburgo, Estocolmo-Arlanda Charter: Ámsterdam, Belgrado, Berlín, Bruselas, Bydgoszcz, Colonia/Bonn, Djerba, Dresde, Frankfurt, Gdańsk, Hamburgo, Hannover, Helsinki, Humberside, Katowice, Kiev-Boryspil, Košice, Leipzig/Halle, Ljubljana, Łódź, London-Gatwick, Londres-Stansted, Manchester, Múnich, Nantes, Norwich, Núremberg, Poznań, Praga, Salzburgo, Stuttgart, Szczecin, Teherán-Imán Jomeini, Viena, Varsovia-Chopin, Breslavia, Zagreb, Zürich |
| Scandinavian Airlines    | Charter: Billund, Copenhague, Gotemburgo-Landvetter, Oslo-Gardermoen, Estocolmo-Arlanda |
| Syphax Airlines          | Glasgow, Londres-Gatwick, Newcastle upon Tyne |
| Transavia                | Ámsterdam |
| Travel Service Airlines  | Brno, Ostrava, Praga |
| TUI Airlines Netherlands | Ámsterdam |
| TUI Airways              | De temporada: Birmingham, Bournemouth, Bristol, East Midlands, Edimburgo, Exeter, Glasgow, Leeds/Bradford, Londres-Gatwick, Londres-Luton, Londres-Stansted, Manchester, Newcastle upon Tyne |
| TUI fly Belgium          | Bruselas, Charleroi, Lieja De temporada: Ostende/Brujas |
| Tunisair                 | Belgrado, Berlín-Schönefeld, Bruselas, Budapest, Bydgoszcz, Dresde, Düsseldorf, Frankfurt, Hamburgo, Hannover, Katowice, Leipzig/Halle, Liubliana, Manchester, Moscú-Domodedovo, Múnich, Oporto, Rostov del Don, Stuttgart, Turín, Zürich De temporada: San Petersburgo |

## Estadísticas
Ver fuente y consulta Wikidata.
| 2010    | 500.000   |
| 2011    | 1.300.000 |
| 2012    | 2.100.000 |
| Fuentes |           |